# Temerin (općina)
Općina Temerin (mađ: Temerin község) je jedna od općina u Republici Srbiji. Nalazi se u Vojvodini i spada u Južnobački okrug. Po podacima iz 2004. općina zauzima površinu od 170 km² (od čega na poljoprivrednu površinu otpada 15.657 ha, a na šumsku 10 ha). 
Centar općine je grad Temerin. Općina Temerin se sastoji od 3 naselja. Po podacima iz 2002. godine u općini je živjelo 28.275 stanovnika, a prirodni priraštaj je iznosio -3 %. Po podacima iz 2004. broj zaposlenih u općini iznosi 5.788 ljudi. U općini se nalazi 4 osnovnih i 1 srednja škola.

## Naselja
Općina se sastoji iz tri mjesta: 
- Temerin
- Sirig i
- Bački Jarak

## Prirodne odlike
Teritorij općine Temerin se nalazi u jugoistočnom dijelu Bačke. S istočne strane graniči s općinom Žabalj, sa sjevera s općinom Srbobran, općinom Vrbas na zapadu i gradom Novim Sadom na jugu.
Najveći značaj za razvoj Temerina ima blizina Novog Sada. Teritorij općine Temerin pokriva površinu od oko 170 kvadratnih kilometara i ima oblik nepravilnog trapeza, pružajući se u smjeru sjeverozapad-jugoistok. Duža osnovica, koja pokriva pravac Sirig-Temerin je dugačka 14 kilometara, a kraća osnovica u pravcu Bački Jarak-Temerin je dugačka 11 kilometara. Granice općine su imaginarne linije, većinom pravolinijske. Jedina prirodna granica je ona na sjeveroistočnoj strani koja prati tok rijeke Jegrička. Na jugoistočnoj strani granica je povučena nasipom zvani Rimski šanac II.
U odnosu na reljef Vojvodine, cijeli teritorij općine Temerin se nalazi na južnom dijelu Bačke lesne zaravni. Ona ostavlja utisak skoro sasvim ravne površine. Rijeka Jegrička teče kroz sjeverni dio općine s nekoliko manjih kanala-pritoka. Utvrđeno je prisustvo termomineralnih voda. Sastav tla je vrlo ujednačen i plodnost je prirodno visoka. Različiti tipovi černozema dominiraju površinom općine. Duž obale rijeke su močvarne vrste zemljišta i slatine.
Općina Temerin ima tri naselja: Temerin, Bački Jarak i Sirig, a teritorij je podijeljen u četiri katastra: Temerin, Bački Jarak, Sirig i Kamendin. Geografski položaj općine Temerin je vrlo povoljan. U meridijanskom pravcu je sijeku tri važna puta. Najvažniji je međunarodni put E-75 koji vodi od Novog Sada do Subotice i dalje ka Mađarskoj. Dio puta Novi Sad-Srbobran, koji sječe zapadni dio općine Temerin, je pušten u upotrebu 1984. Drugi važni put je put M-22 (od nedavno međunarodni put E-5), koji ima skoro isti pravac. M-22 vodi malo istočnije od puta E-75 i prolazi kroz Sirig. Treći put je regionalnog značaja (R120) i ide kroz Novi Sad, Bački Jarak i Temerin i vodi ka Bečeju, Senti i Kanjižu. U Sirigu i Temerinu, sva tri puta presijeca regionalni put R-104 koji ide u pravcu Odžaci-Zmajevo-Sirig-Temerin-Žabalj. Od odavde glavni put vodi preko Tise u Zrenjanin i druge gradove u Banatu. Kroz jugoistočni dio općine i dva njena naselja ide željeznička pruga od Novog Sada ka Žablju, Bečeju i Senti.

### Reljef
Teritorij općine Temerin je ravna površina sa skoro zanemarljivim razlikama u visini. Cijela površina općine Temerin se nalazi na istočnom dijelu Bačke lesne zaravni. Nadmorska visina varira od 81 do 83 metara. Monotonost Bačke ravnice narušavaju samo usamljeni brežuljci i korita malih riječnih tokova.

### Klima
Pošto je dio Panonske nizine, općina Temerin ima njezine klimatske osobine. Panonska nizina je dosta udaljena od Jadranskog i Sredozemnog mora na jugu i Atlantskog oceana na zapadu. Ove udaljenosti su još veće zbog Dinarskih i Alpskih planinskih lanaca koji sprečavaju da vlažne zračne struje dođu od mora i oceana. Zračne struje i promjene vremena tijekom godine su izazvane zbog nejednakog zagrijavanja Zemljine površine i različitog atmosferskog pritiska iznad Jadrana, Mediterana, Atlantika i širokog euroazijskog kopna. Vodene površine izazivaju proboj vlažnih zračnih masa u Panonsku nizinu, a kopnene mase sa sjevera i istoka utjecaj suhog, vrlo hladne zračne struje tijekom zime i vrlo toplih zračnih struja tijekom ljeta. Pod utjecajem svih ovih uvjeta, Panonska nizina ima najkontinentalniju klimu u Srbiji.

### Rijeke
Nema više prirodnih vodenih tokova na teritoriju općine Temerin, svi su pretvoreni u kanale i uključeni u hidrosustav Dunav –  Tisa – Dunav tako da se mogu koristiti za odvodljavanje i za poljoprivredne svrhe.
Jegrička je najveći vodeni tok u južnom dijelu Bačke lesne zaravni i području općine Temerin. Jegrička je duga 64,5 kilometara i ulijeva se u Tisu s desne strane. Riječni tok se formirao tijekom najmlađeg razdoblja povijesti Zemlje. U tom razdoblju, zemlja u južnom dijelu Bačke se spustila, stvorivši liniju koju je kasnije naslijedio riječni tok.
Jegrička se stvara od voda iz nekoliko bara iz okoline Despotova, Silbaša, Paraga, Ratkova i Pivnice. Rijeka ulazi u teritorij Temerina sa zapadne strane, iz općine Vrbas. Dio Jegričke koji prolazi kroz općinu Temerin je dug 18 kilometara, što je 28% ukupne dužine. Rijeka protječe oko jedan kilometar sjeverno od Siriga i oko 2 kilometra sjeverno od Temerina. Na mjestu gdje ona sječe put Temerin-Bečej je postala granica općina.

### Termomineralni izvori
Termomineralne vode su utvrđene u Temerinu još 1914. godine kada je počelo i njihovo korištenje. Tada je u jugoistočnom dijelu naselja izbušen bunar dubine 417 m. Ovaj bunar daje vodu temperature 27 °C. Količina vode je iznosila 397 litara u minuti, a kasnije je nešto smanjena. Budući da su ove vode prisutne i na dubini 200-1.000 metara u centru Temerina, Naftagas iz Novog Sada je u toku 1968. godine izradio istražnu bušotinu duboku 2 004,5 metara. 
Kemijsku analizu je 1979. godine izvršio Institut za fiziku Sveučilišta u Novom Sadu i utvrdio slabo-alkalnu reakciju ( rN- 7,8), ukupnu mineralizaciju 2,669 grama po litri, karakteristični joni su natrij (0,708), hidrokarbonat (1.512) i klor (0,337). Od ljekovitih sastojaka utvrđeno je prisustvo joda, broma, fluora, litija i stroncija. 
Analize su utvrdile i sadržaj ugljikov dioksida u vodi. Prisutan je bio i metan koji se nakon izdvajanja koristio za zagrijavanje vode i prostorija. 
Ovaj termomineralni izvor koristi se i danas u suvremenom kadskom kupatilu. Sličan sastav i mineralizaciju ima i bušotina kraj olimpijskog bazena i sportske hale čija voda se koristi za topli otvoreni termomineralni bazen (temperatura oko 37 °C), s dubine od 690 metara. Ove bazene koriste i građani Novog Sada, Žablja, Kisača, Petrovca i svih okolnih naselja.

## Stanovništvo
Nacionalna struktura općine Temerin prema popisu iz 2002. je:
- Srbi = 18.155 (64,2%)
- Mađari = 8.341 (29,49%)
- Jugoslaveni = 407 (1.44%)

Sva tri naselja u općini imaju većinsko srpsko stanovništvo.

### Demografski trendovi u općini Temerin
Danas, općina Temerin je višenacionalna zajednica od 16 narodnosti i oko 28.300 stanovnika. Trend rasta stanovništva područja Temerina je vrlo specifičan. Tijekom posljednjih par stoljeća, broj stanovnika se povećao za 72 %.
Seobe su u velikom dijelu utjecale na strukturu stanovništva Temerina. Godine 1800. Srbi su s 1 610 stanovnika i 210 obitelji napustili selo i osnovali novo oko 20 kilometara istočno od Temerina. Danas se ono zove Đurđevo i nalazi se pored Žablja. To je ostavilo Temerin bez Srba sve do 1920. Te godine su dobrovoljci osnovali novo naselje zvano Staro Đurđevo, koje je sada mjesna zajednica općine Temerin. Godine 1991. je imalo 3.718 stanovnika, a danas više od 4.000 ljudi živi tamo.
Bački Jarak, do 1944. naseljen većinom Nijemcima, je tijekom 1946. – 47. naseljen kolonistima, većinom iz Bosne i Hercegovine. Doseljeno je 2 276 stanovnika, da bi kao najbliže naselje Novom Sadu brzo povećao broj stanovnika koji danas dostiže 6000 (1991).
Sirig je također doseljenički jer u njemu doseljeno stanovništvo (do 1961) čini 63,0 %. Tijekom šezdesetih i sedamdesetih, nekoliko stotina obitelji iz sela Gornji Vrbljani i Donji Vrbljani u Bosni i Hercegovini se doselilo u Staro Đurđevo. Razlog za to je bila ekonomska situacija.
Sam Temerin je jedno od mjesta gdje su starosjedioci apsolutna većina. 1961. 9447 stanovnika je bilo u ovoj kategoriji, samo su trećina (3.258) bili doseljenici. Prema popisu iz 1991., Temerin ima 8.174 domaćinstva; 3.059 od tog broja su poljoprivredna domaćinstva s 8.595 soba. Staro Đurđevo (3.718 stanovnika) je čak premašilo Sirig (2.546 stanovnika). Konačno, ratovi na teritoriju bivše SFRJ su doveli do značajnih promjena u nacionalnoj strukturi općine. Temerin je bio posljednja stanica za 9.650 izbjeglica, 4.950 još uvijek živi tamo kod svojih rođaka i prijatelja, a postoji i 4 organizirana prihvatilišta za izbjeglice. Ove promjene su dovele broj stanovnika do 30.000 1999. godine.

## Vanjske poveznice
- Službena stranica općine
- www.TeledomTemerin.org.yu  Arhivirana inačica izvorne stranice od 27. rujna 2007. (Wayback Machine)